# Stade Rue de Lenningen
Stade Rue de Lenningen – stadion piłkarski w Canach w Luksemburgu o pojemności 1000 widzów. Swoje mecze rozgrywa na nim drużyna Jeunesse Canach. Nazwa stadionu pochodzi od nazwy ulicy, na której się znajduje – Rue de Lenningen.